# 히로시마 희생자에게 바치는 애가

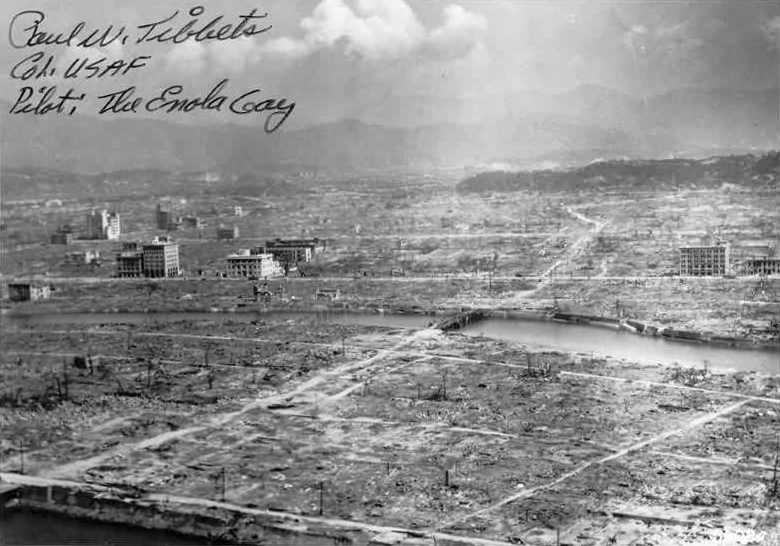
전후의 히로시마

히로시마 희생자들에게 바치는 애가(폴란드어: Tren ofiarom Hiroszimy)는 간단히 히로시마 애가라고 하기도 한다. 이 곡은 크시슈토프 펜데레츠키가 1959년에 작곡한 것으로, 52개의 현악기로 연주된다. 이 곡에서는 음괴가 많이 쓰였다.

## 배경
악보에는 이 곡의 연주 시간인 8'37'로 표시될 예정이었으나 곡을 들은 뒤 제목을 '히로시마 희생자에게 바치는 애가'로 변경하였다. 그리고 히로시마 시장에게 악보와 연주 녹음을 곁들인 편지를 보냈다. 편지에는 이렇게 썼다.
「히로시마 희생자는 결코 잊거나 잃지 않을 것이며 히로시마가 선의의 사람들 사이에서 형제애의 상징이 될 것이라는 내 깊은 신념을 이 애가가 표현하기를.」 펜데레츠키가 과도한 형식주의에 대한 비난을 피하고 불상사를 예측하여 제목을 바꿨다고 주장하는 사람도 있다. 「약 9분의 "애가"는 모든 종류의 악기가 최고 음역의 톤 클러스터로 시작된다.」 얀 토폴스키(Jan Topolski)는 작품 해설에 이렇게 썼다. 「약 1분 후, 잠깐의 휴지 후 그것은 우연성 음악으로 바뀐다. (중략) 5분 있다가 강렬한 특징이 있는 희귀한 구조가 나타나는데, 본체를 두드리는 소리와 굄목과 현의 근처를 치는 소리가 뚜렷해진다. 그리고 마지막 2분 동안 애가는 다시 완전한 형태의 톤 클러스터가 되고 거기에 음의 강약, 트레몰로와 음역의 변화가 추가된다.」 애가의 악보를 본 지휘자와 연주가는 작곡가를 미친 사람처럼 바라보며 이 곡의 연주를 거절하였다. 초연하기 전까지 펜데레츠키는 많은 협상을 거쳐 구상에 대하여 이야기하고 악보 연주법에 대한 설명이 필요한 상황이었다. 계획되었던 로마와 쾰른에서의 공연은 연기되었다. 그런데 흥미롭게도, 애가를 공연한 모든 앙상블은 이 도전과 씨름할 때마다 열정과 참여는 커졌다.

## 일화
애가의 악보 원본을 넣은 우편물이 독일 음악출판사에 전달되는 도중에 사라지는 바람에 펜데레츠키는 기억을 더듬어 재현해야 하였다. 뒤늦게 세관이 이 우편물을 보관한 사실을 알았다. 무언가 비밀스러운 계획, 원폭 제조가 아니면 바르샤바 조약의 군사 기밀이 아닌가 의심했던 것이다. 철저한 조사를 통하여 이것이 단순한 악보임이 증명되었고 우편물은 최종적으로 수신인에게 배달되었다. 이 이야기에서 대단히 흥미로운 점은, 펜데레츠키가 두 개의 악보, 원본과 기억으로 재현한 것을 비교하였는데, 동일하다는 것이다.

## 참고 문헌
- Filip Lech. “Mazes, Notes & Dali: The Extraordinary Life of Krzysztof Penderecki” (영어). Adam Mickiewicz Institute. 2020년 4월 26일에 원본 문서에서 보존된 문서. 2022년 4월 15일에 확인함.